# Regierung Oldřich Černík I
Die tschechoslowakische Regierung Oldřich Černík I, geführt durch den Ministerpräsidenten Oldřich Černík, war im Amt vom 8. April 1968 bis 31. Dezember 1968. Sie folgte der Regierung Jozef Lenárt und wurde ersetzt durch die Regierung Oldřich Černík II.

## Regierungsbildung, Programm
Die erste Regierung des Politikers und kommunistischen Funktionärs Oldřich Černík war die einzige Regierung in der Tschechoslowakei, die während des Prager Frühlings etabliert wurde. Sie wurde ernannt, als der Demokratisierungsprozess schon im vollen Gang war und nur wenige Tage, nachdem die programmatische Erklärung der Kommunistischen Partei der Tschechoslowakei, das Aktionsprogramm am 5. April 1968 offiziell verabschiedet wurde.
Die Punkte dieses Programms fanden auch einen Niederschlag in der Regierungserklärung von Černík, wenngleich sie nur allgemein formuliert wurden. Die anstehenden gesellschaftlichen Veränderungen sollten durch eine Verantwortung der Regierung den Nationalversammlung gegenüber garantiert werden. Das wesentlich neue, das in der Regierungserklärung enthalten war, war die Zusage, eine staatsrechtliche Gleichberechtigung durch die Föderalisierung anzustreben; dies wurde zum 1. Januar 1969 auch verwirklicht – als einziger wichtiger Programmpunkt der während des Prager Frühlings vorgesehenen Reformen.
In diese Regierungszeit fallen die Phasen des Prager Frühlings und seiner Niederschlagung sowie die anschließende Periode der Normalisierung, in der die prominenten Vertreter des Prager Frühlings in ihren Funktionen ersetzt wurden, darunter der Innenminister Josef Pavel, der stellvertretende Ministerpräsident Ota Šik und der Außenminister Jiří Hájek.

## Regierungszusammensetzung
Die Minister befanden sich während der gesamten regulären Amtsperiode im Amt, wenn nicht anders angegeben.
- Ministerpräsident: Oldřich Černík
- stellvertretender Ministerpräsident:
  - František Hamouz
  - Peter Colotka
  - Gustáv Husák
  - Lubomír Štrougal
  - Ota Šik (bis 3. September 1968)
- Außenminister:
  - Jiří Hájek (bis 19. September 1968)
  - Oldřich Černík (ab 19. September 1968 kommissarisch)
- Verteidigungsminister: Martin Dzúr
- Innenminister:
  - Josef Pavel (bis 31. August 1968)
  - Jan Pelnář (ab 31. August 1968)
- Finanzminister: Bohumil Sucharda
- Bergbauminister: František Penc
- Schwerindustrieminister: Josef Krejčí
- Ministerin für die Verbrauchsindustrie: Božena Machačová-Dostálová
- Landwirtschafts- und Ernährungsminister: Josef Borůvka
- Minister der chemischen Industrie: Stanislav Rázl
- Binnenhandelsminister: Oldřich Pavlovský
- Außenhandelsminister: Václav Valeš
- Verkehrsminister: František Řehák
- Minister für Kultur und Informationen: Miroslav Galuška
- Bildungsminister: Vladimír Kadlec
- Gesundheitsminister: Vladislav Vlček
- Minister für die Wald- und Wasserwirtschaft: Július Hanus
- Justizminister: Bohuslav Kučera
- Bauminister: Jozef Trokan
- Minister für Technik: Miloslav Hruškovič (ab 30. April 1968)
- Arbeits- und Sozialminister: Michal Štanceľ (ab 30. April 1968)
- Vorsitzender der Staatlichen Technikkommission (Minister): Miloslav Hruškovič (bis 30. April 1968)
- Vorsitzender der Staatlichen Planungskommission (Minister): František Vlasák (bis 30. April 1968)
- Minister für die volkswirtschaftliche Planung: František Vlasák (ab 30. April 1968)
- Vorsitzender des Staatlichen Preisamtes (Minister): Václav Hůla (ab 30. April 1968)
- Vorsitzender der Staatlichen Energieverwaltung (Minister): Josef Korčák
- Minister ohne Geschäftsbereich:
  - Václav Hůla (bis 30. April 1968)
  - Michal Štanceľ (bis 30. April 1968)